# Valdáliga
Valdáliga ist eine Gemeinde in der spanischen Autonomen Region Kantabrien. Sie grenzt an wichtige Gemeinden wie Cabezón de la Sal, Comillas und San Vicente de la Barquera. Im Norden blickt sie über einen breiten Streifen des Naturparks Oyambre auf das Kantabrische Meer, während der Süden an den nebligen Hängen der Sierra del Escudo de Cabuérniga liegt, wo der Fluss Escudo entspringt. Die Höhle von El Soplao befindet sich hier. Die Wirtschaft basiert seit jeher auf der Land- und Forstwirtschaft und in jüngerer Zeit auch auf dem Tourismus.

## Orte
- Caviedes
- Labarces
- Lamadrid
- Roiz
- San Vicente del Monte
- El Tejo
- Treceño

## Bevölkerungsentwicklung
| 1900 | 1910 | 1920 | 1930 | 1940 | 1950 | 1960 | 1970 | 1980 | 1990 | 2000 | 2007 | 2019 |
| ---- | ---- | ---- | ---- | ---- | ---- | ---- | ---- | ---- | ---- | ---- | ---- | ---- |
| 3566 | 3637 | 3758 | 3595 | 3626 | 3932 | 3434 | 3252 | 2753 | 2832 | 2541 | 2364 | 2182 |